# Chmiel
Chmiel [xmʲɛl] (în ucraineană Хміль, transliterat: Hmil) este un sat din sud-estul Poloniei, situat în comuna Lutowiska, powiatul Bieszczady, voievodatul Subcarpatia, aproape de granița cu Ucraina. El se află la aproximativ 8 kilometri (5 mi) sud-vest de Lutowiska, la 24 kilometri (15 mi) sud de orașul Ustrzyki Dolne și la 100 kilometri (62 mi) sud-est de capitala regională Rzeszów.
Satul are o populație de 149 de locuitori.

## Geografie
Chmiel este situat pe valea râului San la poalele masivului muntos Otryt. Numele său provine de la hamei (în poloneză chmiel, în ucraineană хміль).

## Istoric
Satul s-a aflat în epoca medievală în proprietatea familiei nobiliare poloneze Kmita, iar moșia sa a fost lucrată de la începutul secolului al XVI-lea de iobagi înrobiți prin legislația Ius valachicum. Nu se cunoaște anul exact al întemeierii localității, fiind menționate doi ani diferiți: 1502 și 1526. Satul a fost stăpânit de nobilul Piotr Kmita Sobieński până în 1553, iar după moartea sa de văduva fără copii Barbara Kmita născută Herburt. La moartea ei, în 1580, moșia Chmiel a trecut în proprietatea familiei Stadnicki până în 1653. La sfârșitul secolului al XVI-lea (mai precis în 1589) a fost construită prima biserică greco-catolică, care a ars ulterior. În 1640 a avut loc o scădere semnificativă a populației, ceea ce a determinat o reducere a terenurilor cultivate.  În 1709 satul a fost ars de suedezii aflați în retragere. Până în 1772 Chmiel a făcut parte din Ținutul Sanok al Voievodatului Rutean al Coroanei Regatului Poloniei.
În perioada 1772-1918 satul a făcut parte din Regatul Galiției și Lodomeriei al Imperiului Austriac și apoi al Austro-Ungariei. Începând din 1867 s-a aflat în componența powiatului Lesko. În anul 1795, ca urmare a eforturilor localnicilor, a fost construită o nouă biserică, cu hramul Sf. Nicolae, lângă clopotnița din secolul al XVII-lea. Această biserică a supraviețuit până în 1904, când din cauza stării tehnice precare a trebuit să fie dărâmată și a fost construită o altă biserică în anii 1904-1906, dedicată aceluiași sfânt. Această biserică, împreună cu casele special construite, a fost ecranizată ca târgul Raszków în filmul Pan Wołodyjowski (1969). Secolele al XVIII-lea și al XIX-lea au adus schimbări constante de proprietari până în 1900, când Chmiel a fost achiziționat de Mendel Rand. În 1930 proprietatea a fost transferată lui Aron Jarmusz.
În anul 1919 satul Skorodne a fost încorporat Poloniei, fiind inclus în powiatul Lesko al voievodatului Liov și făcând parte începând din 1934 din comuna Zatwarnica. În acea vreme era locuit de aproximativ 300 de persoane, dintre care 98% erau greco-catolici și 2% evrei. La 1 ianuarie 1939 satul avea 590 de locuitori, dintre care 540 de ucraineni greco-catolici, 30 de polonezi romano-catolici (muncitori la gaterul din localitate) și 10 de evrei.
Satul a fost ocupat în 1939 de Armata Germană și Armata Sovietică, aici fiind trasată frontiera între Al Treilea Reich și URSS pe râul San. Partea vestică a satului numită Chmielińczyk (în ucraineană Хмілинчик), care era situată dincolo de râul San, a fost ocupată de Germania Nazistă. În anii 1940-1951 satul Chmiel a făcut parte din raionul Nijnie Ustriki al regiunii Drohobîci al URSS. O fâșie cu lățimea de 200 de metri a fost evacuată de locuitori, devenind fâșie de frontieră și lăsând loc unui punct de control echipat cu legături telefonice către Lutowiska. Armata Germană a ocupat întreaga localitate în perioada 1941-1944, fiind alungată de Armata Sovietică în toamna anului 1944. Satul Chmiel a fost cedat Poloniei în 1951 în urma unui schimb de teritorii între Polonia și URSS. În urma acestui acord politic întreaga populație ucraineană a satului a fost evacuată forțat în raionul Șîreaieve din regiunea Odesa a RSS Ucrainene. Majoritatea clădirilor au fost demolate pentru construirea unei întreprinderi forestiere la Dwernik.
În anii 1951-1959 a existat aici o fermă de stat poloneză cu o suprafață de 400 ha. În anul 1959, la inițiativa Asociației PAX, satul Chmiel a fost repopulat cu coloniști polonezi din Nowy Sącz și din alte părți ale țării. Mai multe persoane originare din localitate, care ajunseseră în colțurile îndepărtate ale Poloniei, s-au întors și ei. Cu toate acestea, coloniștii polonezi au părăsit curând localitatea, din cauza condițiilor vitrege de trai. În 1973, la inițiativa STP „Nogi” și a Facultății de sociologie a Universității din Varșovia, a fost construit aici un adăpost turistic numit „Chatę Socjologa” („Coliba sociologului”).
În perioada 1975-1998 satul a aparținut din punct de vedere administrativ voievodatului Krosno. În prezent există trei magazine, o stație de autobuz și mai multe ferme de agroturism.

## Demografie
Chiel avea în 1921 o populație de 336 persoane (în 137 case), împărțită din punct de vedere al religiei astfel:
- - 328 de locuitori greco-catolici și
  - 8 de locuitori mozaici.

Populația localității a scăzut mult, ajungând la 108 de locuitori în 1991 și la 149 de locuitori în 2004.

## Biserica
Biserica de lemn cu hramul „Sfântul Nicolae”, construită în perioada 1904-1906 de populația greco-catolică și sfințită în 1907, este compartimentată în trei secțiuni și are deasupra naosului o cupolă în formă de ceapă pe un tambur octogonal, iar deasupra pronaosului și altarului are turnuri sferice acoperite cu tablă. Ca urmare a evacuării populației ucrainene, ea a fost abandonată treptat după cel de-al Doilea Război Mondial, a fost folosită ca depozit în anii 1960 și transformată în 1969 într-o biserică romano-catolică, filie a parohiei Dwernik.
Cimitirul parohial aflat în jurul bisericii este înconjurat de un gard modern din plasă de sârmă. Au mai rămas doar cinci pietre funerare, printre care o piatră funerară din 1641 cu o inscripție și o stemă. Nu se știe cine a fost persoana înmormântată acolo, dar, potrivit tradiției locale, ar fi fost vorba de episcopul greco-catolic de Przemyśl Hieronim Ustrzycki (1658-1748), originar din familia nobiliară Przestrzał. Istoricii contestă această ipoteză, susținând că mormântul este mai vechi și că stema gravată pe piatră ar fi asemănătoare cu stema familiei nobiliare Sas.